# Chilenana proxima
Chilenana proxima är en insektsart som beskrevs av Delong och Freytag 1967. Chilenana proxima ingår i släktet Chilenana och familjen dvärgstritar. Inga underarter finns listade i Catalogue of Life.